# Antonio Russo
Antonio Russo Netto (São Paulo, 14 de julho de 1941) é um empresário e político brasileiro.
Empresário do agronegócio, elegeu-se nas eleições estaduais do Mato Grosso do Sul em 2006 como primeiro suplente de Senador de Marisa Serrano. Era então filiado ao Partido Liberal, mas migrou para o PSDB, em 21 de junho de 2011, migrou ao Partido da República e, Desde 2013 pertence ao Solidariedade.
Com a renúncia da senadora Marisa Serrano, assumiu o cargo em 28 de junho de 2011.Seu mandato durou até 31 de janeiro de 2015.
Em 21 de janeiro de 2013, pediu licença do cargo de senador para tratar de sua saúde. Em seu lugar assumiu Ruben Figueiró, segundo suplente de Marisa Serrano.